# Eublemma mesophaea
Eublemma mesophaea là một loài bướm đêm trong họ Erebidae.